# محمد كمال (لاعب كرة قدم)
محمد كمال هو لاعب كرة قدم سوداني، ولد في 1979. لعب مع نادي المريخ.